# Rhynchocinetes durbanensis
Espèce
Rhynchocinetes durbanensis est une espèce de crevettes marines de la famille des Rhynchocinetidae.

## Habitat et répartition
Cette crevette est une espèce présente dans les océans Indien et Pacifique, au large de La Réunion, de Mayotte, de l'Afrique du Sud et de la Nouvelle-Calédonie. 

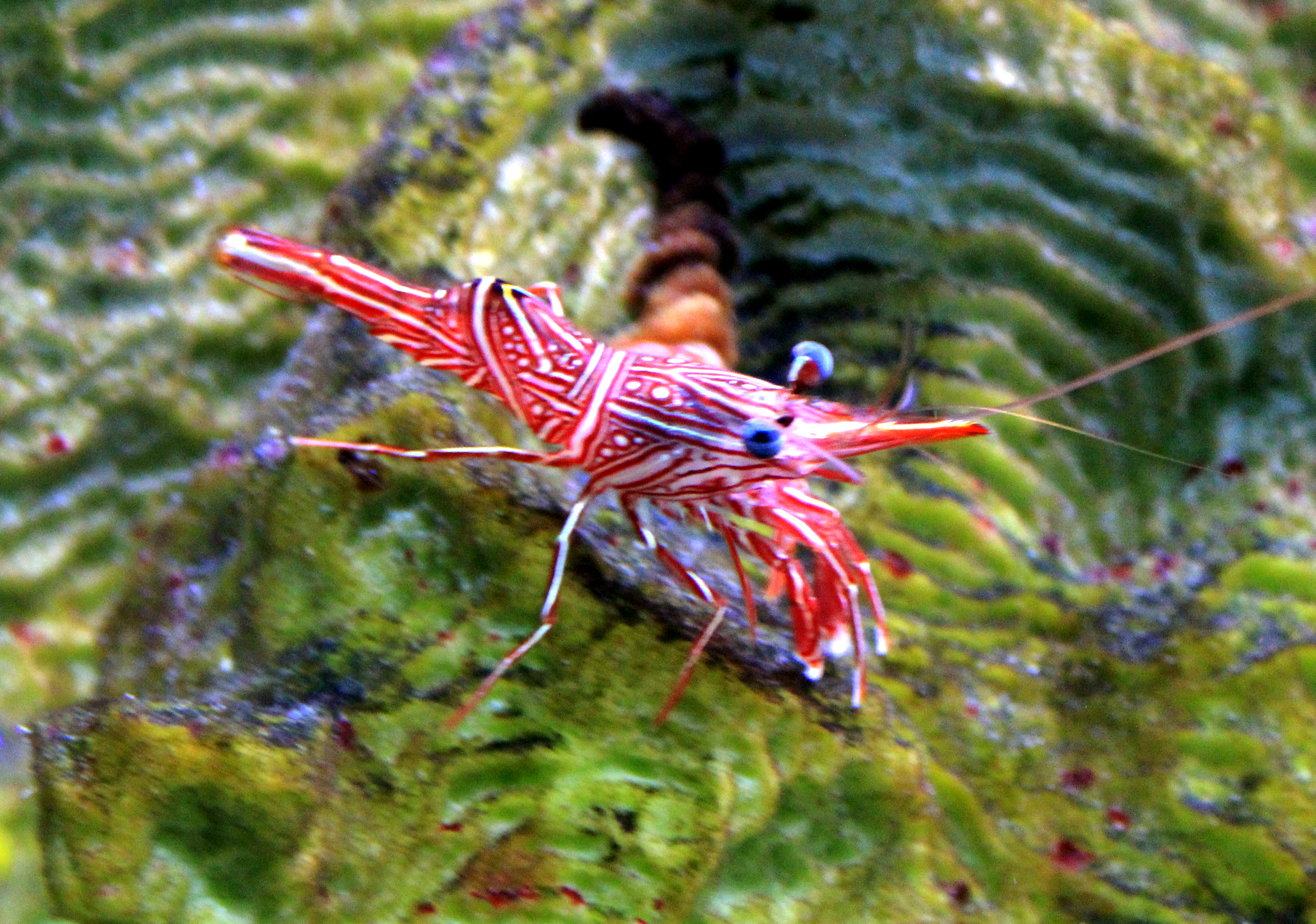
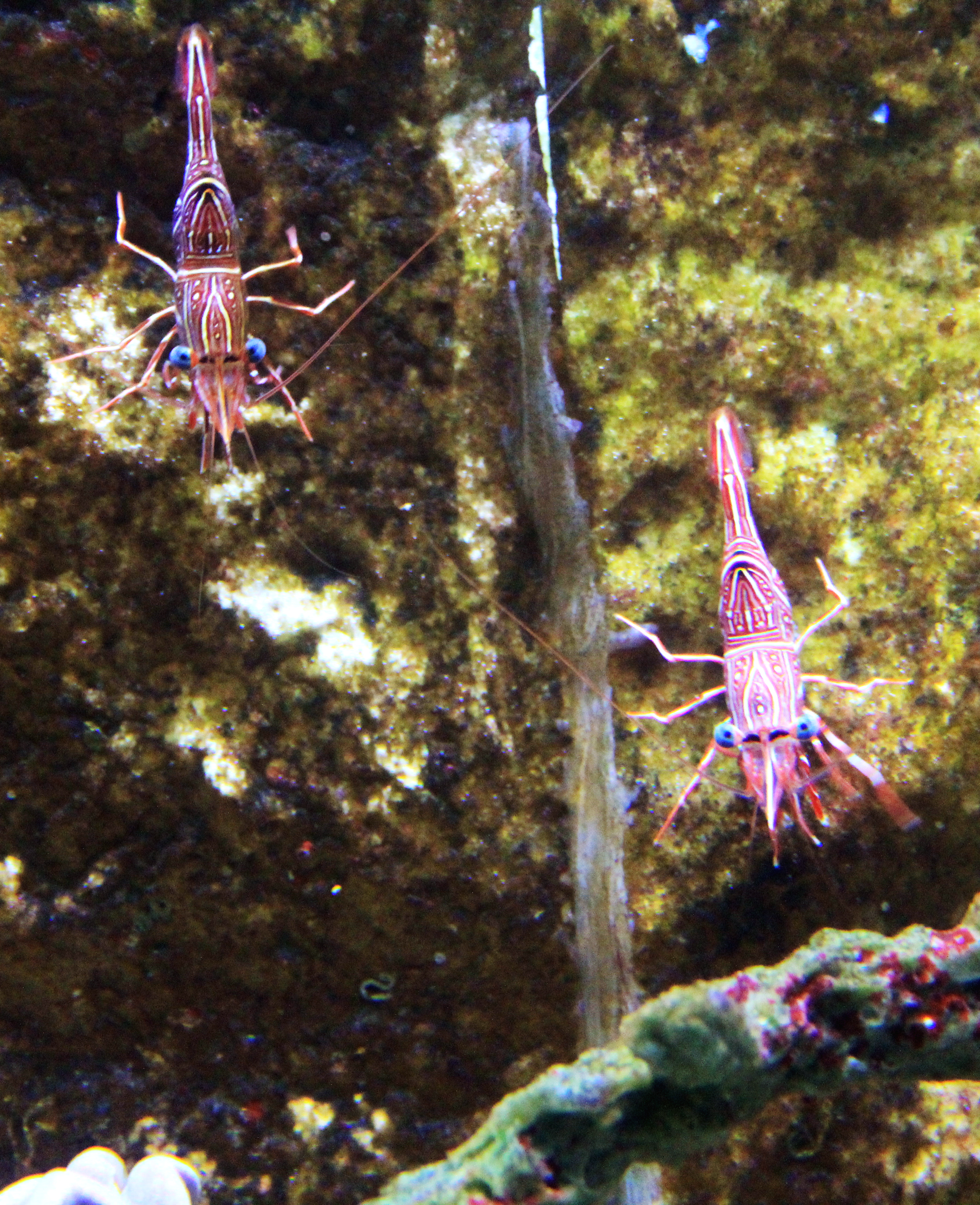
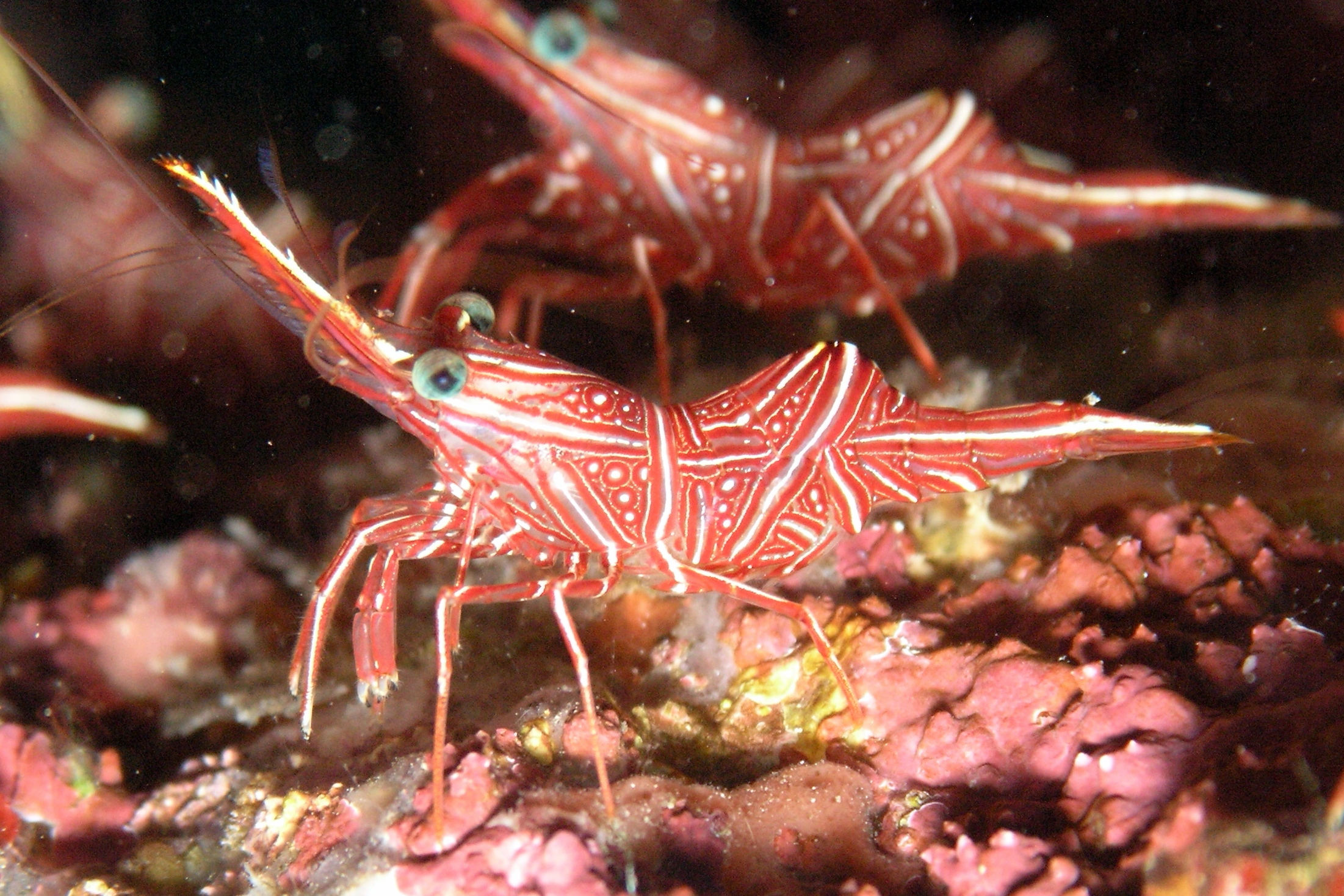
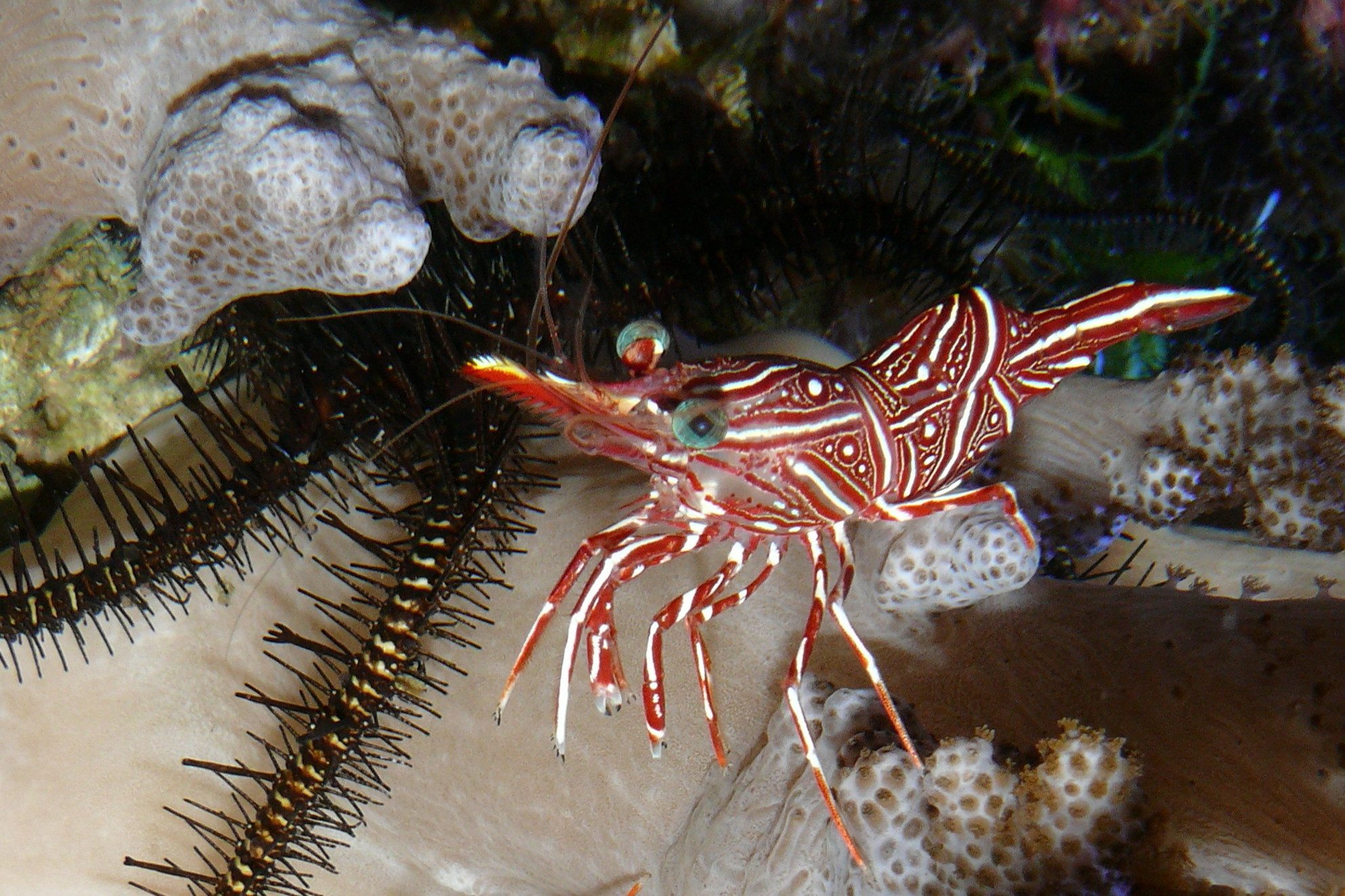

## Publication originale
- Gordon, 1936 : On the macruran genus Rhynchocinetes, with description of a new species. Proceedings of the Zoological Society of London, vol. 1936, pp. 75-88 (en).